# Acosmerycoides insignata
Acosmerycoides insignata är en fjärilsart som beskrevs av Clayton Dissinger Mell 1922. Acosmerycoides insignata ingår i släktet Acosmerycoides och familjen svärmare. Inga underarter finns listade i Catalogue of Life.